# Parahupehsuchus longus
Il parahupehsuco (Parahupehsuchus longus) è un rettile marino estinto, di incerta collocazione sistematica. Visse nel Triassico inferiore (Olenekiano, circa 250 - 248 milioni di anni fa) e i suoi resti fossili sono stati ritrovati in Cina. 

## Descrizione
Questo animale è noto per uno scheletro incompleto, che tuttavia permette di paragonarlo ad altre forme di rettili bizzarri del Triassico della Cina (Hupehsuchus, Nanchangosaurus) e di ricostruirne almeno parzialmente l'aspetto. Parahupehsuchus possedeva un mosaico di caratteri sconosciuto in ogni altro rettile noto: un corpo allungato, zampe corte e simili a pagaie, ossa aggiuntive nelle zampe anteriori e posteriori, costole e gastralia ispessite, spine neurali vertebrali divise in due parti, e piastre ossee al di sopra delle spine neurali. Parahupehsuchus differiva dagli altri animali simili (Hupehsuchia) nel corpo ancora più allungato, e nella presenza di costole ancora più ampie, che andavano a toccarsi l'un l'altra lungo i loro margini, non lasciando alcuno spazio fra loro. Le costole si connettevano alle costole ventrali (gastralia) presenti al di sotto del corpo, andando a formare una sorta di "tubo" osseo tutto intorno al corpo, una condizione unica e mai osservata prima d'ora in nessun rettile noto. Su suppone che Parahupehsuchus potesse raggiungere i 2 metri di lunghezza.

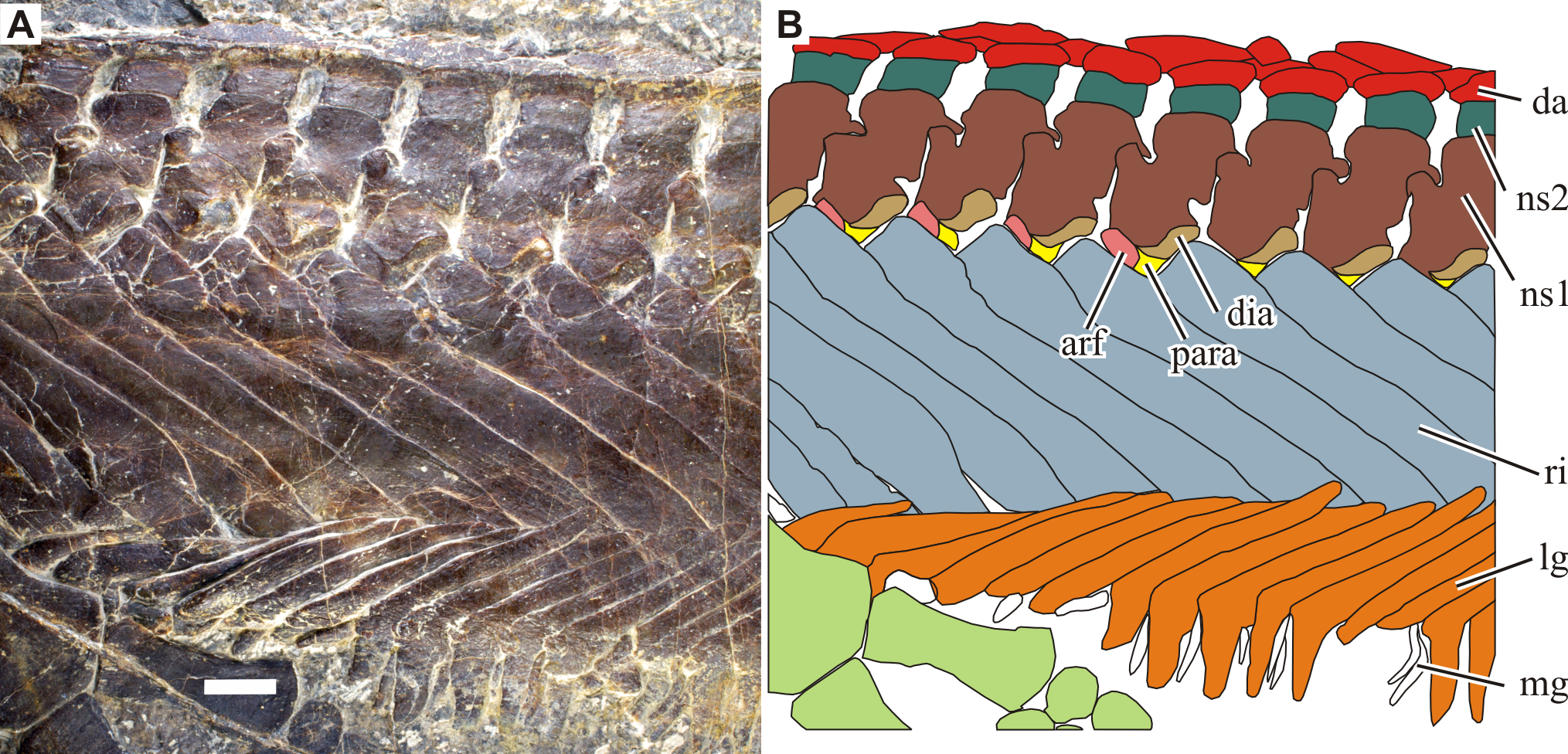
Foto e diagramma che mostra la curiosa "gabbia" del corpo

## Classificazione
Parahupehsuchus longus è noto solo grazie all'olotipo, WGSC 26005, rinvenuto in un terreno risalente al Triassico inferiore della formazione Jialingjiang nella provincia di Hubei, in Cina, nel 2011. L'esemplare consiste nella metà sinistra di uno scheletro quasi completo, sprovvisto però del cranio e di gran parte della coda. Parahupehsuchus è chiaramente un animale assai simile a Hupehsuchus, ma possedeva alcune rilevanti differenze: il corpo di Parahupehsuchus era ancor più allungato, con 38 vertebre dorsali (10 in più di Hupehsuchus) e la gabbia toracica era stretta e a forma di tubo, al contrario di quella a forma di barile di Hupehsuchus. Inoltre, le costole di Parahupehsuchus sono diverse da qualunque altro rettile noto: sono ampie e piatte, e si toccano fra loro formando un tubo osseo. File di gastralia formavano un "muro" a completare la chiusura del tubo. Ogni costola si articolava con due vertebre dorsali, posizionata tra diapofisi e parapofisi della vertebra di fronte e una faccetta anteriore che si estendeva dalla parapofisi della vertebra immediatamente dietro. Ogni costola era piegata verso l'indietro dalla sua connessione con le vertebre, mentre ogni gastralia era curvata in avanti. 

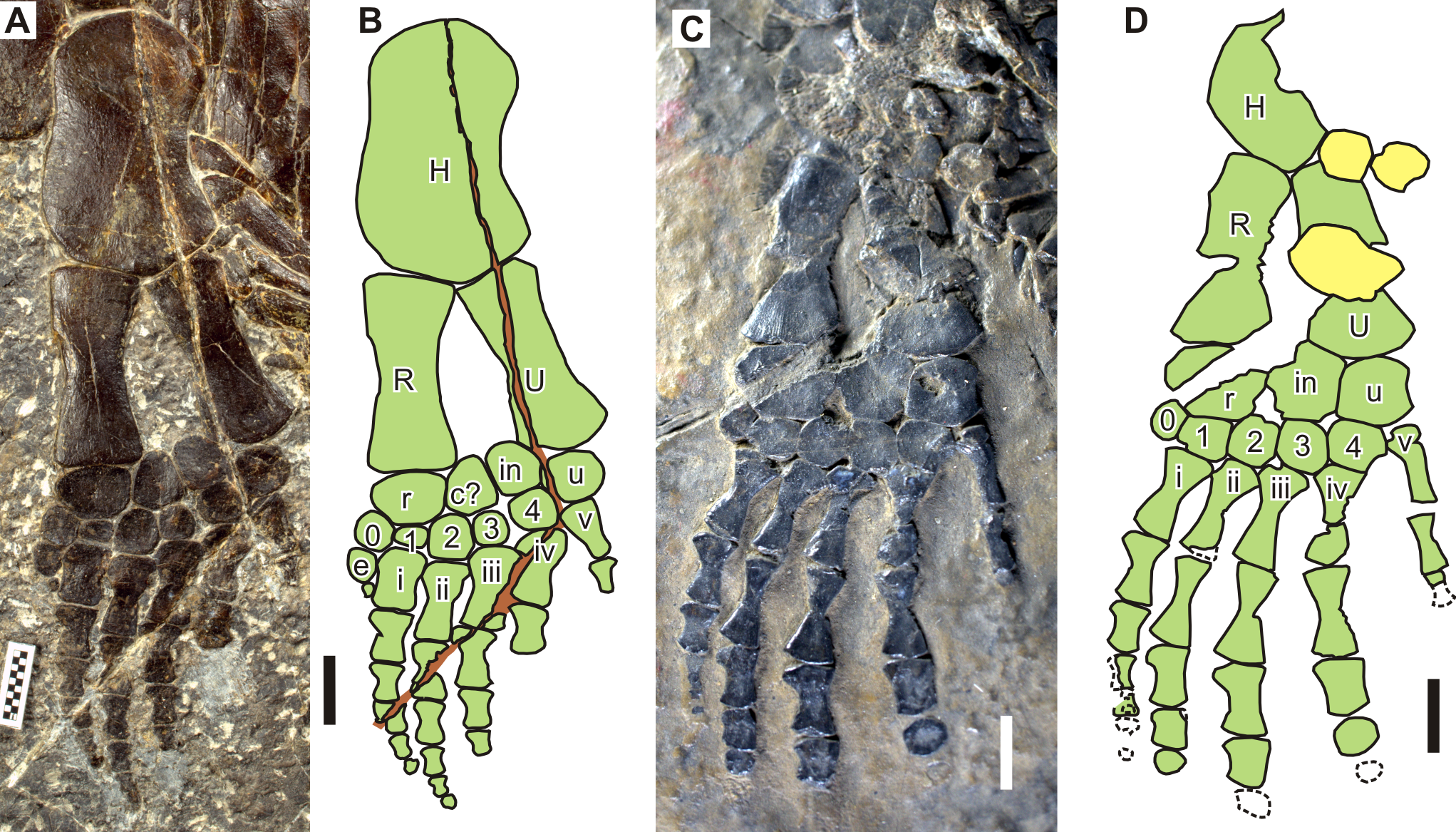
Zampe anteriori di Parahupehsuchus (A,B) e di Hupehsuchus (C,D)

Parahupehsuchus e altri animali simili (oltre al già citato Hupehsuchus, anche Nanchagosaurus, altri rettili senza nome e forse Yuanansaurus) fanno parte di un clade di misteriosi rettili del Triassico inferiore cinese, gli Hupehsuchia. Non è chiaro quali fossero le parentele di questo clade, anche se alcuni aspetti morfologici li avvicinerebbero agli ittiosauri.
Parahupehsuchus, secondo un'analisi cladistica, rappresenterebbe uno degli hupehsuchi più derivati. Un altro animale assai simile ma meno derivato, Eretmorhipis, è stato descritto nel 2015 (Chen et al., 2015). Di seguito è proposto il cladogramma dello studio di Chen et al. (2014):
|  | Hupehsuchus                                                    |
|  |                                                                |
|  | \| \| Parahupehsuchus \| \| \| \| \| \| IVPP V4070 \| \| \| \| |
|  |                                                                |
|  | Parahupehsuchus                                                |
|  |                                                                |
|  | IVPP V4070                                                     |
|  |                                                                |

|  | Parahupehsuchus |
|  |                 |
|  | IVPP V4070      |
|  |                 |

|  | Hupehsuchus                                                    |
|  |                                                                |
|  | \| \| Parahupehsuchus \| \| \| \| \| \| IVPP V4070 \| \| \| \| |
|  |                                                                |
|  | Parahupehsuchus                                                |
|  |                                                                |
|  | IVPP V4070                                                     |
|  |                                                                |

|  | Parahupehsuchus |
|  |                 |
|  | IVPP V4070      |
|  |                 |

|  | Hupehsuchus                                                    |
|  |                                                                |
|  | \| \| Parahupehsuchus \| \| \| \| \| \| IVPP V4070 \| \| \| \| |
|  |                                                                |
|  | Parahupehsuchus                                                |
|  |                                                                |
|  | IVPP V4070                                                     |
|  |                                                                |

|  | Parahupehsuchus |
|  |                 |
|  | IVPP V4070      |
|  |                 |

|  | Hupehsuchus                                                    |
|  |                                                                |
|  | \| \| Parahupehsuchus \| \| \| \| \| \| IVPP V4070 \| \| \| \| |
|  |                                                                |
|  | Parahupehsuchus                                                |
|  |                                                                |
|  | IVPP V4070                                                     |
|  |                                                                |

|  | Parahupehsuchus |
|  |                 |
|  | IVPP V4070      |
|  |                 |

|  | Hupehsuchus                                                    |
|  |                                                                |
|  | \| \| Parahupehsuchus \| \| \| \| \| \| IVPP V4070 \| \| \| \| |
|  |                                                                |
|  | Parahupehsuchus                                                |
|  |                                                                |
|  | IVPP V4070                                                     |
|  |                                                                |

|  | Parahupehsuchus |
|  |                 |
|  | IVPP V4070      |
|  |                 |

|  | Hupehsuchus                                                    |
|  |                                                                |
|  | \| \| Parahupehsuchus \| \| \| \| \| \| IVPP V4070 \| \| \| \| |
|  |                                                                |
|  | Parahupehsuchus                                                |
|  |                                                                |
|  | IVPP V4070                                                     |
|  |                                                                |

|  | Parahupehsuchus |
|  |                 |
|  | IVPP V4070      |
|  |                 |

|  | Hupehsuchus                                                    |
|  |                                                                |
|  | \| \| Parahupehsuchus \| \| \| \| \| \| IVPP V4070 \| \| \| \| |
|  |                                                                |
|  | Parahupehsuchus                                                |
|  |                                                                |
|  | IVPP V4070                                                     |
|  |                                                                |

|  | Parahupehsuchus |
|  |                 |
|  | IVPP V4070      |
|  |                 |

|  | Hupehsuchus                                                    |
|  |                                                                |
|  | \| \| Parahupehsuchus \| \| \| \| \| \| IVPP V4070 \| \| \| \| |
|  |                                                                |
|  | Parahupehsuchus                                                |
|  |                                                                |
|  | IVPP V4070                                                     |
|  |                                                                |

|  | Parahupehsuchus |
|  |                 |
|  | IVPP V4070      |
|  |                 |

## Paleobiologia
Non è chiaro quale fosse lo stile di vita di Parahupehsuchus. Senza dubbio era un animale acquatico; anche se il cranio non è noto, si suppone che fosse simile a quello di Hupehsuchus e Nanchangosaurus, e che fosse privo di denti. È possibile che il lungo corpo corazzato e rigido di Parahupehsuchus fosse un deterrente contro i predatori; è stata rilevata infatti la presenza di un grande rettile acquatico predatore nella stessa formazione in cui sono stati ritrovati i resti fossili di Parahupehsuchus.